# استاتیک ایکس
استاتیک ایکس (به انگلیسی: Static-X) گروه متال آمریکایی از لس آنجلس کالیفرنیا می‌باشد. گروه در سال ۱۹۹۴ تشکیل شد و در سال ۲۰۱۳ از هم پاشید.
این گروه با شرکت ضبط برادران وارنر قرارداد بسته‌بود و تا زمان انحلالش، شش آلبوم منتشر کرده است.

## اعضا

### ترکیب دوران نهایی
- وین استاتیک: خواننده اصلی، گیتار ریتم، کیبورد، برنامه‌نویسی موسیقی  (۱۹۹۴ تا ۲۰۱۰، ۲۰۱۲ تا ۲۰۱۳)
- اشز: گیتار لید  (۲۰۱۲ تا ۲۰۱۳)
- اندی کول: بیس  (۲۰۱۲ تا ۲۰۱۳)
- شان دیویدسن: درام، پرکاشن  (۲۰۱۲ تا ۲۰۱۳)

### اعضا پیشین
- کویچی فوکودا: گیتار لید  (۱۹۹۴ تا ۲۰۰۰، ۲۰۰۵ تا ۲۰۱۰)
- کن جی: درام، پرکاشن  (۱۹۹۴ تا ۲۰۰۲)
- تونی کامپوز: بیس، همخوان  (۱۹۹۴ تا ۲۰۱۰)
- تریپ ایزن: گیتار لید  (۲۰۰۱ تا ۲۰۰۵)
- نیک اوشیرو: درام پرکاشن  (۲۰۰۳ تا ۲۰۰۹)

## آلبوم‌ها
- ۱۹۹۹: سفر مرگ ویسکانسین (به انگلیسی: Wisconsin Death Trip)
- ۲۰۰۱: ماشین (آلبوم) (به انگلیسی: Machine)
- ۲۰۰۳: منطقه سایه (به انگلیسی: Shadow Zone)
- ۲۰۰۵: جنگ را شروع کن (به انگلیسی: Start a War)
- ۲۰۰۷: آدمخوار (به انگلیسی: Cannibal)
- ۲۰۰۹: فرقه استاتیک (به انگلیسی: Cult of Static)